# 魏森施泰特湖

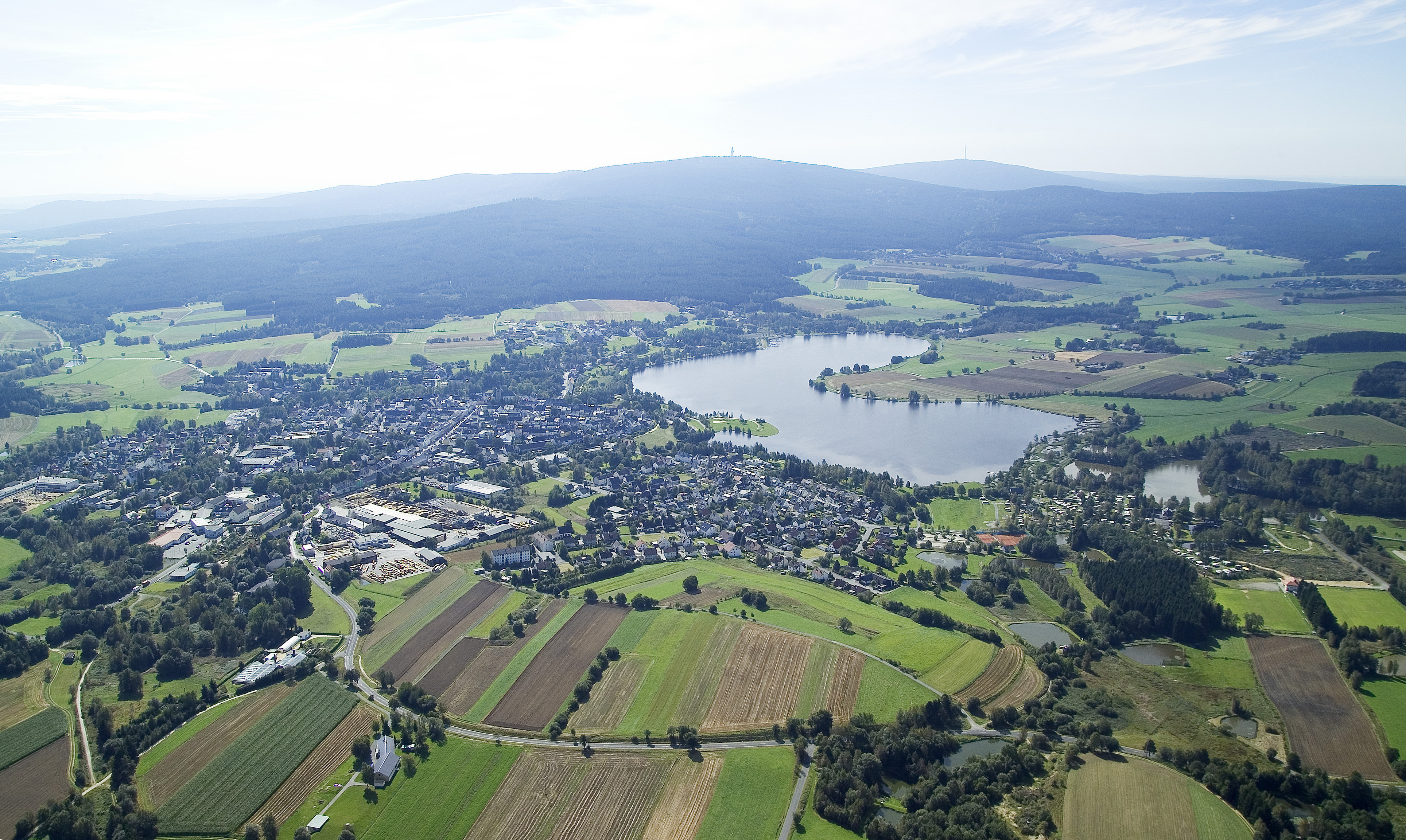

50°6′8″N 11°52′40″E / 50.10222°N 11.87778°E
魏森施泰特湖（德語：Weißenstädter See），是德國的湖泊，位於該國東南部，由巴伐利亞州負責管轄，處於魏森施塔特以西，長1公里、寬0.85公里，面積0.48平方公里，最大水深3.5米。